# Warlingham
Warlingham is een civil parish in het bestuurlijke gebied Tandridge, in het Engelse graafschap Surrey met 8036 inwoners.

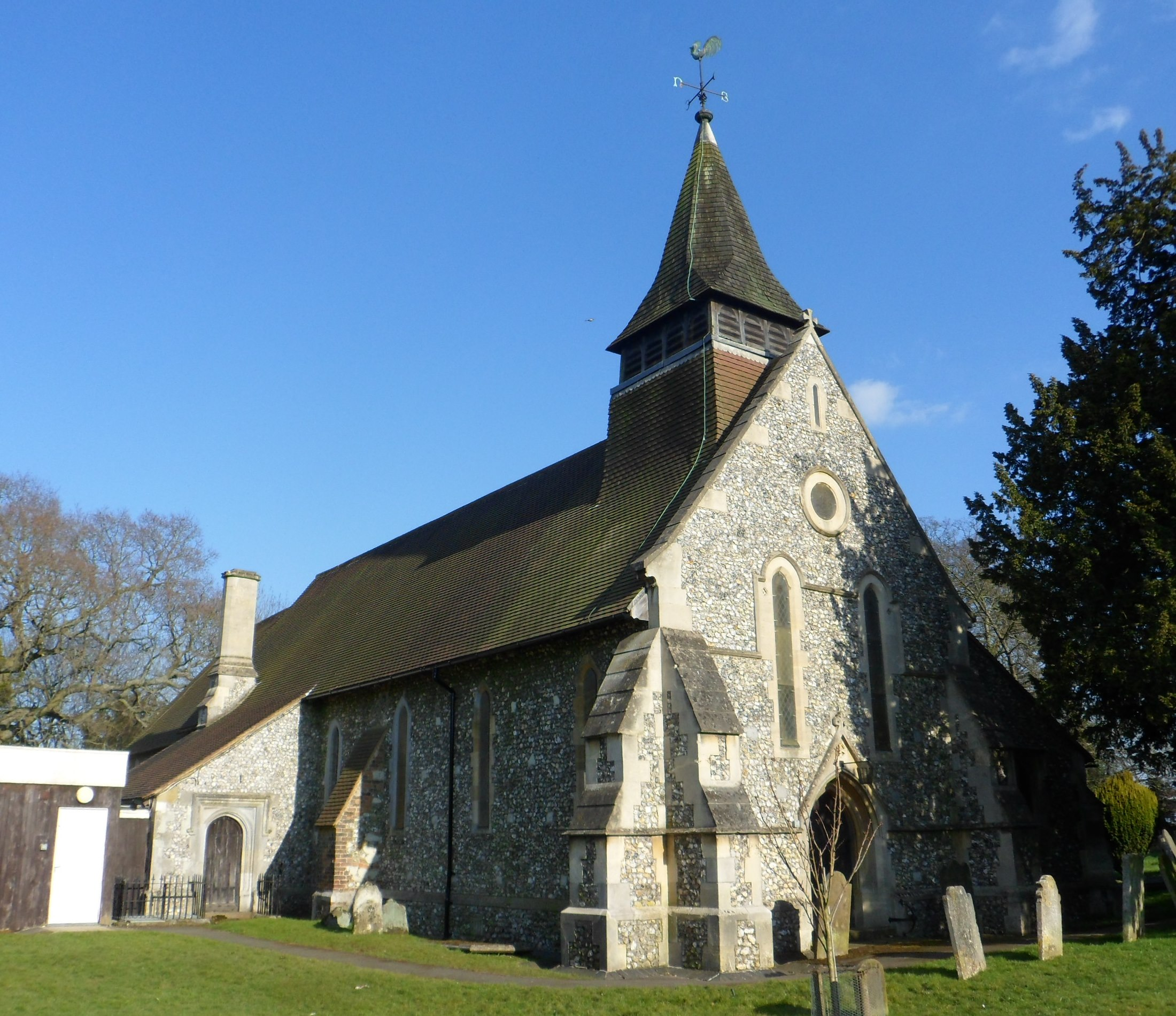
All Saints Church